# NCAA Football 2004
NCAA Football 2004 est un jeu vidéo de sport (football américain) édité par EA Sports, sorti en 2003 sur Xbox, PlayStation 2, GameCube et N-Gage.

## Accueil
- GameSpot : 8,8/10 (PS2)[1]
- IGN : 9,1/10 (PS2)[2]